# Internationale Cricket-Saison 2021
Die internationale Cricket-Saison 2021 fand zwischen Mai 2021 und September 2021 statt. Als Sommersaison wurden vorwiegend Heimspiele der Mannschaften aus Europa und Afrika ausgetragen, welche durch das ICC Future Tours Programm 2018–2023 vorgegeben wurden. Die ausgetragenen Tests der internationalen Touren bildeten die Grundlage für die ICC Test Championship. Die ODI bildeten den Grundstock für die ICC ODI Championship und die Twenty20-Spiele für die ICC T20I Championship.

## Überblick

### Internationale Touren
| Beginn             | Heimteam    | Auswärtsteam | Resultate | Resultate | Resultate | Artikel |
| Beginn             | Heimteam    | Auswärtsteam | Test      | ODI       | Twenty20  | Artikel |
| ------------------ | ----------- | ------------ | --------- | --------- | --------- | ------- |
| 19. Mai 2021       | Niederlande | Schottland   |           | 1–1 [2]   |           | Artikel |
| 23. Mai 2021       | Bangladesch | Sri Lanka    |           | 2–1 [3]   |           | Artikel |
| 2. Juni 2021       | Niederlande | Irland       |           | 2–1 [3]   |           | Artikel |
| 2. Juni 2021       | England     | Neuseeland   | 0–1 [2]   |           |           | Artikel |
| 10. Juni 2021      | West Indies | Südafrika    | 0–2 [2]   |           | 2–3 [5]   | Artikel |
| 23. Juni 2021      | England     | Sri Lanka    |           | 2–0 [3]   | 3–0 [3]   | Artikel |
| 7. Juli 2021       | Simbabwe    | Bangladesch  | 0–1 [1]   | 0–3 [3]   | 1–2 [3]   | Artikel |
| 8. Juli 2021       | England     | Pakistan     |           | 3–0 [3]   | 2–1 [3]   | Artikel |
| 9. Juli 2021       | West Indies | Australien   |           | 1–2 [3]   | 4–1 [5]   | Artikel |
| 11. Juli 2021      | Irland      | Südafrika    |           | 1–1 [3]   | 0–3 [3]   | Artikel |
| 18. Juli 2021      | Sri Lanka   | Indien       |           | 1–2 [3]   | 2–1 [3]   | Artikel |
| 27. Juli 2021      | West Indies | Pakistan     | 1–1 [2]   |           | 0–1 [4]   | Artikel |
| 2. August 2021     | Bangladesch | Australien   |           |           | 4–1 [5]   | Artikel |
| 4. August 2021     | England     | Indien       | (1–2) [5] |           |           | Artikel |
| 27. August 2021    | Irland      | Simbabwe     |           | 1–1 [3]   | 3–2 [5]   | Artikel |
| 15. September 2021 | Schottland  | Simbabwe     |           |           | 1–2 [3]   | Artikel |

### Internationale Turniere
| Beginn        | Turnier                                          | Land    |
| ------------- | ------------------------------------------------ | ------- |
| 16. Juni 2021 | Finale der ICC World Test Championship 2019–2021 | England |

### Internationale Touren (Frauen)
| Beginn            | Heimteam    | Auswärtsteam | Resultate | Resultate | Resultate | Artikel |
| Beginn            | Heimteam    | Auswärtsteam | WTest     | WODI      | WTwenty20 | Artikel |
| ----------------- | ----------- | ------------ | --------- | --------- | --------- | ------- |
| 24. Mai 2021      | Irland      | Schottland   |           |           | 3–1 [4]   | Artikel |
| 16. Juni 2021     | England     | Indien       | 0–0 [1]   | 2–1 [3]   | 2–1 [3]   | Artikel |
| 30. Juni 2021     | West Indies | Pakistan     |           | 3–2 [5]   | 3–0 [3]   | Artikel |
| 26. Juli 2021     | Irland      | Niederlande  |           |           | 2–1 [4]   | Artikel |
| 27. August 2021   | Simbabwe    | Thailand     |           |           | 1–2 [3]   | Artikel |
| 31. August 2021   | West Indies | Südafrika    |           | 1–4 [5]   | 1–1 [3]   | Artikel |
| 1. September 2021 | England     | Neuseeland   |           | 4–1 [5]   | 2–1 [3]   | Artikel |

## Nationale Meisterschaften
Aufgeführt sind die nationalen Meisterschaften der Full Member des ICC.
| Land        | First-Class                  | List A                                    | Twenty20                                    |
| ----------- | ---------------------------- | ----------------------------------------- | ------------------------------------------- |
| Afghanistan |                              | Afghanistan Provincial Challenge Cup 2021 | Shpageeza Cricket League 2021               |
| Bangladesch | National Cricket League 2021 |                                           |                                             |
| England     | County Championship 2021     | Royal London One-Day Cup 2021             | Twenty20 Cup 2021                           |
| Indien      |                              |                                           | Indian Premier League 2021                  |
| Irland      |                              | Inter-Provincial Cup 2021                 | Inter-Provincial Trophy 2021                |
| Pakistan    |                              |                                           | Pakistan Super League 2021                  |
| West Indies |                              |                                           | Caribbean Premier League 2021               |
| Simbabwe    |                              | Pro50 Championship 2021                   | Zimbabwe Domestic Twenty20 Competition 2021 |